# Grewia indandamanica
Grewia indandamanica là một loài thực vật có hoa trong họ Cẩm quỳ. Loài này được J.L.Ellis & L.N.Ray mô tả khoa học đầu tiên năm 1991.